# شبان نیکو

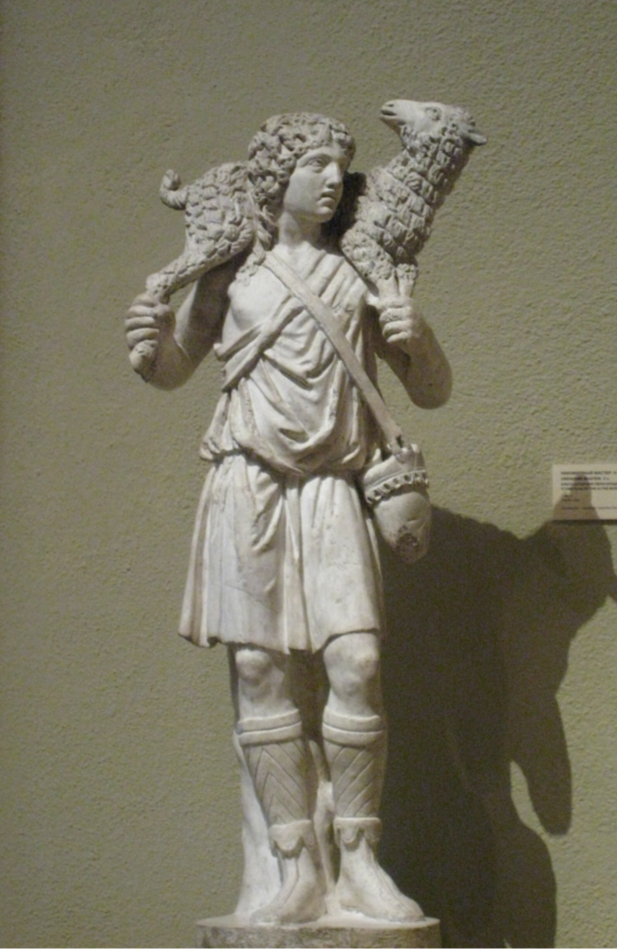
شبان نیکو، موزه پوشکین- روسیه.

شبان نیکو یک داستان تمثیلی است که توسط یسوع بیان شده است. این داستان تنها در انجیل یوحنا (یوحنا ۱۱:۱۰–۱۶) ذکر شده است. در این داستان، یسوع خود را با شبان نیکو مقایسه می‌کند. او می‌گوید: «من شبان نیکو هستم.» در سایر کتاب‌های انجیل نیز یسوع بارها گفته است: «من گوسفندان خود را گم نخواهم کرد.» اگرچه این یک تمثیل کوتاه است، اما در میان یهودیانی که به آن گوش می‌دادند، آشفتگی بزرگی ایجاد کرد؛ زیرا یسوع از طریق این داستان به وضوح خود را خدا معرفی کرده بود. در این تمثیل، او خود را «شبان نیکو» می‌نامد که جان خود را در راه گوسفندانش فدا می‌کند. گوسفندانش او را می‌شناسند و او نیز گوسفندانش را می‌شناسد. در این داستان، چوپان نیکو در مقابل چوپان مزدور قرار می‌گیرد که به محض دیدن گرگ، گوسفندان را رها می‌کند. گوسفندان مال او نیستند، به همین دلیل او احساس مسئولیت کمتری نسبت به آنها دارد.

## متون

### تمثیل عهد جدید
من شبان نیکو هستم: شبان نیکو جان خود را در راه گوسفندان می‌گذارد.
اما مزدور، که شبان نیست و گوسفندان متعلق به او نیستند، گرگ را می‌بیند که می‌آید و گوسفندان را رها کرده، فرار می‌کند؛ و گرگ گوسفندان را پراکنده و تار و مار می‌کند.
و مزدور فرار می‌کند، زیرا مزدور است و اهمیتی به گوسفندان نمی‌دهد.
من شبان نیکو هستم؛ و من مال خود را می‌شناسم، و مال من مرا می‌شناسند.
همان‌طور که پدر مرا می‌شناسد، من نیز پدر را می‌شناسم؛ و جان خود را در راه گوسفندان می‌گذارم.
و گوسفندان دیگری نیز دارم که از این آغل نیستند، و باید آنها را نیز بیاورم: و آنها صدای مرا خواهند شنید، و یک گله و یک چوپان خواهند بود.

یوحنا ۱۱:۱۰–۱۶
همچنین در داستان گوسفند گمشده در انجیل لوقا (لوقا ۱۵:۳–۷) و انجیل متی (متی ۱۸:۱۲–۱۴) ذکر شده است.

### در عهد عتیق
«همان‌طور که چوپان گله خود را در روزی که در میان گله پراکنده خود قرار دارد، بازرسی می‌کند، من نیز گوسفندان خود را بازرسی خواهم کرد و آنها را از هر جا که در روز ابری و تاریک پراکنده شده بودند، نجات خواهم داد.» (حزقیال ۳۴:۱۲)
«مانند چوپان، او گله خود را خواهد چرانید؛ بره‌ها را به آغوش خواهد گرفت و بر سینه خود حمل خواهد کرد، و گوسفندان شیرده را هدایت خواهد نمود.» (اشعیا ۴۰:۱۱)
«خداوند چوپان من است؛ من هیچ چیز کم نخواهم داشت.» (مزامیر ۲۳:۱)

### متفرقه
نوشته شبان هرماس در زمان سلسله آنتونین‌ها (قرن دوم) نوشته شده است. نویسنده کلیسا را به برجی تشبیه می‌کند که ساخت آن تا پایان جهان ادامه خواهد داشت. او به یک توحیدگرایی سخت‌گیرانه یهودی پایبند است و هیچ کلمه‌ای دربارهٔ یسوع نمی‌گوید. «این کتاب به منزله مجموعه‌ای از پنج مکاشفه، دوازده قاعده (یا «دستور») و ده استعاره («تمثیل») است که فرشته توبه در قالب یک چوپان جوان به پیامبر اطلاع می‌دهد. این «چوپان نیکو» از کاتاکومب‌ها است؛ اما در نوشته‌های اختصاص داده شده به هرمس نیز به عنوان پویماندر و «چوپان مردم» ظاهر می‌شود، جایی که او به عنوان یکی از نمادهای میثرا («چوپان جهان») عمل می‌کند. این یکی از دلایلی است که چرا این کتاب به سرعت محبوب شد و در بسیاری از مناطق بخشی از مجموعه کتاب‌های مقدس را تشکیل داد.» به این ترتیب، نویسندگان بعدی مانند ایرنئوس لیون، کلمنت اسکندریه و اوریگن، و همچنین نویسنده ناشناخته «قانون موراتوری» عمل کردند. نوشته هرمس در قدیمی‌ترین دست‌نوشته عهد جدید، «نسخه خطی سینا» که در اواخر قرن چهارم گردآوری شده بود، گنجانده شد.
کلمنت اسکندریه نام چوپان گوسفندان عاقل و چوپان گوسفندان سلطنتی را به نجات‌دهنده اطلاق می‌کند.
اورکیوس، اسقف هیراپولیس، در سنگ قبر خود که توسط او تهیه شده بود، اشاره می‌کند که او «شاگرد چوپان بره» بود.
سنت پرپتوا قبل از شهادت خود در خواب چوپان نیکو را دید که او را با شیر شیرینی آسمانی سیراب می‌کرد.

## شمایل‌نگاری

### توصیف
این استعاره ادبی منبعی برای یک نوع خاص از تصویر نمادین مسیح به شکل یک چوپان جوان بی‌ریش با عصا، احاطه شده توسط گوسفندان در حال چرا، یا طبق تمثیل انجیل، با گوسفند گم‌شده‌ای که بر شانه‌هایش انداخته شده (لوقا ۱۵:۳–۷) شد. «گوسفندی که بر شانه‌های چوپان حمل می‌شود، نمادی از مسیحی است که در دستان مطمئن خداوند قرار دارد.»
چوپان معمولاً کودک یا جوانی بی‌ریش است (مطابق با ایده زیبایی هلنیستی)، او یک چوب، عصا یا فلوت (نی) – از لوازم سنتی چوپانی – به همراه دارد، لباس او یک تنیک کوتاه است که دور کمرش بسته شده، معمولاً موهای کوتاه و چهره‌ای با ویژگی‌های منظم دارد. کفش‌های او متنوع است، گاهی پابرهنه تصویر می‌شود. تصویر یسوع به عنوان جوانی قوی و قدرتمند – اشاره‌ای به داوود جوان، که قبل از پادشاهی چوپانی می‌کرد و توانست گله خود را از گرگ‌ها و دیگر درندگان محافظت کند (اول سموئیل ۱۷:۳۴–۳۶). گاهی اوقات یک سگ چوپان و کوزه شیر نیز وجود دارد.
سر چوپان اغلب بدون پوشش است، گاهی اوقات یک مونوگرام از نام یسوع مسیح، هاله‌ای از نور، «آلفا» و «اومگا» بالای سر او دیده می‌شود. هاله با سه اشعه در تصاویر بعدی بر همسانی چوپان با یسوع تأکید می‌کرد. به عنوان نمادی از چوپان نیکو، گاهی پرچمی با صلیب که به عصای چوپانی متصل است نیز به تصویر کشیده می‌شود.
برجسته‌ترین نمونه‌ها مجسمه‌های مرمرین از قرون اولیه مسیحیت هستند که توسط هنرمندانی با مهارت در تکنیک مجسمه‌سازی کلاسیک عتیق ساخته شده‌اند. همچنین در نقوش برجسته روی تابوت‌ها نیز دیده می‌شود. تصاویر شمایل‌نگاری بسیار نادر هستند.

### منابع شمایل‌نگاری

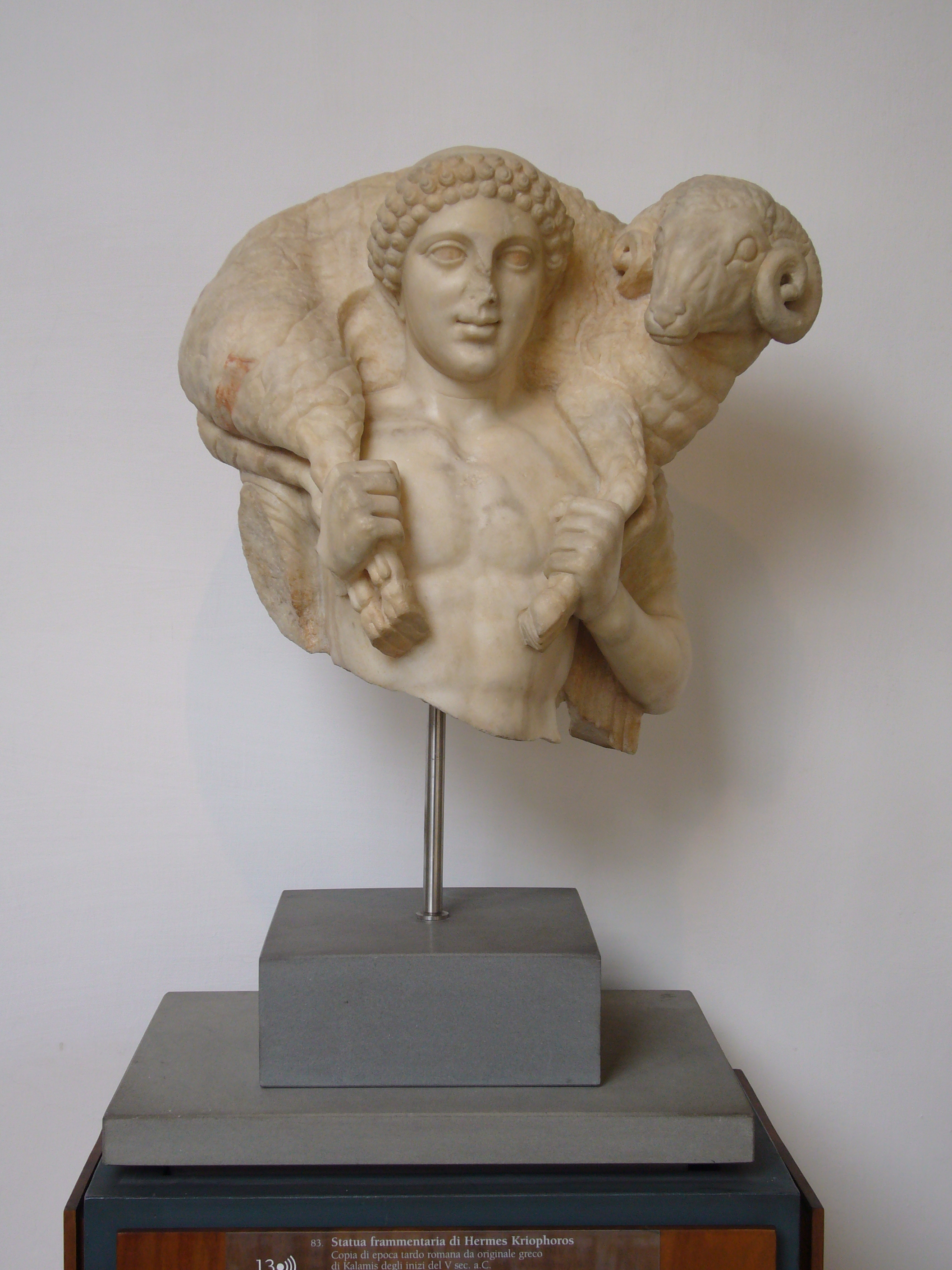
هرمس کریوفوروس (Κριοφόρος، «حامل قوچ»)

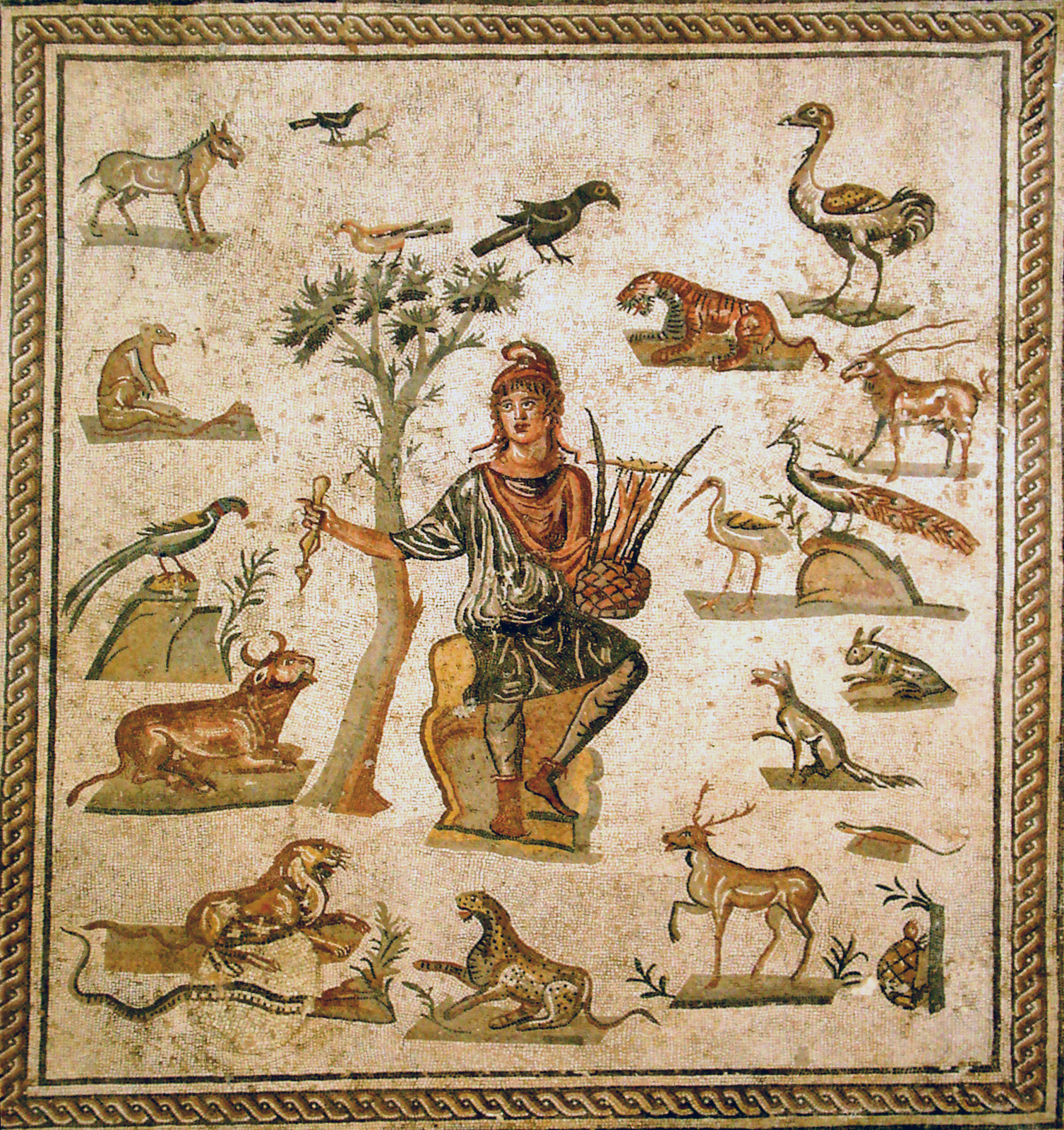
اُرفئوس بوکولوس («چوپان»)، نشسته بین حیوانات مسحور شده در حال چرا، گاهی با بره‌ای بر زانو – نماد رومی نوع‌دوستی.

### یادبودها و تاریخچه توسعه شمایل‌نگاری

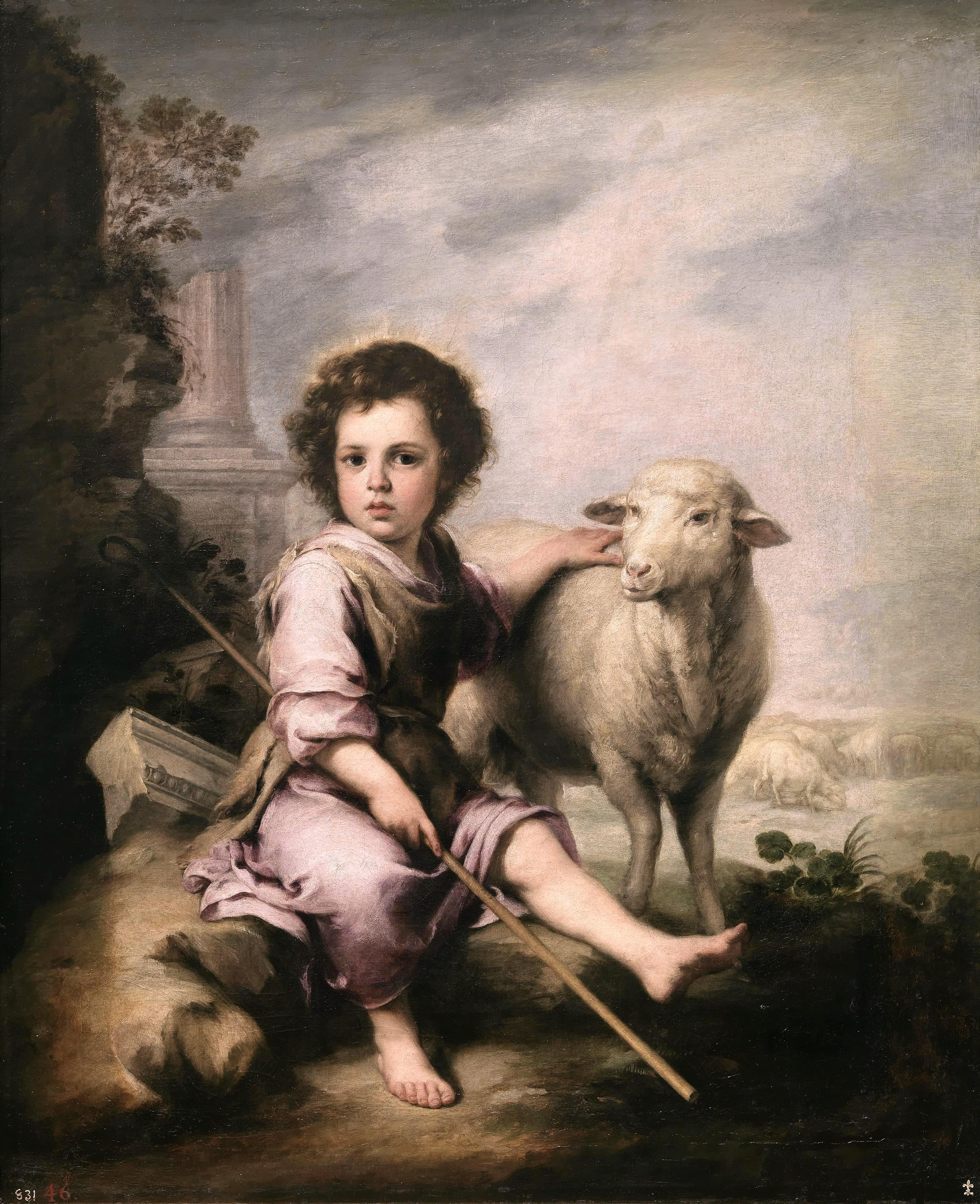
نقاشی موریلو (حدود ۱۶۵۰) شبان را یک کودک خردسال به تصویر می‌کشد.